# Mark Lye
Mark Ryan Lye (Vallejo, 13 de novembro de 1952) é um jogador profissional estadunidense de golfe que disputa o PGA Tour e o PGA Tour Champions. Sua única vitória em um torneio oficial do PGA Tour aconteceu em 1983 no Bank of Boston Classic.